# Leichtathletik-Europameisterschaften 1971/200 m der Frauen

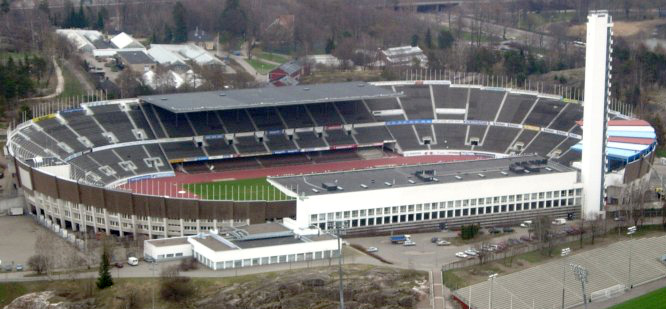
Das Olympiastadion von Helsinki im Jahr 2005

Der 200-Meter-Lauf der Frauen bei den Leichtathletik-Europameisterschaften 1971 wurde am 12. und 13. August 1971 im Olympiastadion von Helsinki ausgetragen.
Wie schon über 100 Meter siegte die DDR-Sprinterin Renate Stecher, frühere Renate Meißner. Vizeeuropameisterin wurde die Ungarin Györgyi Balogh. Bronze ging an die Olympiasiegerin von 1968 Irena Szewińska, frühere Irena Kirszenstein, aus Polen.

## Rekorde
Vorbemerkung:

In diesen Jahren gab es bei den Bestleistungen und Rekorden eine Zweiteilung. Es wurden nebeneinander handgestoppte und elektronisch ermittelte Leistungen geführt. Die offizielle Angabe der Zeiten erfolgte in der Regel noch in Zehntelsekunden, die bei Vorhandensein elektronischer Messung gerundet wurden. Wegen des Wegfalls der Reaktionszeit des Zeitnehmers bei elektronischer Zeitnahme stand in der Diskussion, einen sogenannten Vorschaltwert einzuführen, um die handgestoppten Leistungen nicht automatisch besser zu stellen. Doch es blieb dann bei der korrekten Angabe dieser Zeiten, die später auch offiziell mit Hundertstelsekunden nach dem Komma geführt wurden.

### Offizielle Rekorde – Angabe in Zehntelsekunden

#### Bestehende Rekorde
| Weltrekord           | 22,5 s | Irena Kirszenstein | OS Mexiko-Stadt, Mexiko | 18. Oktober 1968  |
| Europarekord         | 22,5 s | Irena Kirszenstein | OS Mexiko-Stadt, Mexiko | 18. Oktober 1968  |
| Meisterschaftsrekord | 23,1 s | Irena Kirszenstein | EM Budapest, Ungarn     | 2. September 1966 |

#### Rekordverbesserung
Europameisterin Renate Stecher aus der DDR verbesserte den bestehenden EM-Rekord im Finale am 13. August bei Windstille um vier Zehntelsekunden auf 22,7 s. Den Welt- und Europarekord verfehlte sie um nur zwei Zehntelsekunden.

### Elektronisch gemessene Rekorde

#### Bestehende Rekorde
| Weltrekord           | 22,58 s | Irena Kirszenstein | OS Mexiko-Stadt, Mexiko | 18. Oktober 1968   |
| Europarekord         | 22,58 s | Irena Kirszenstein | OS Mexiko-Stadt, Mexiko | 18. Oktober 1968   |
| Meisterschaftsrekord | 23,30 s | Petra Vogt         | EM Athen, Griechenland  | 19. September 1969 |

#### Rekordverbesserungen
Europameisterin Renate Stecher aus der DDR verbesserte den bestehenden EM-Rekord bei diesen Europameisterschaften zweimal:
- 23,26 s – zweites Halbfinale am 12. August bei Windstille
- 22,70 s – Finale am 13. August bei Windstille

## Vorrunde
12. August 1971, 12:00 Uhr
Die Vorrunde wurde in vier Läufen durchgeführt. Die ersten vier Athletinnen pro Lauf – hellblau unterlegt – qualifizierten sich für das Halbfinale.
Die Vorlaufeinteilung war sehr kritikwürdig. Von den nur neunzehn Teilnehmerinnen mussten eigentlich drei Athletinnen vor dem Halbfinale ausscheiden. In zwei der vier Rennen starteten jeweils fünf Läuferinnen, von denen je eine nicht in die nächste Runde kam. Für den vierten Vorlauf waren sechs Sprinterinnen eingeteilt, zwei von ihnen schieden aus. Der zweite Vorlauf war mit nur drei Sportlerinnen besetzt, die bei Erreichen des Ziels alle automatisch für das Semifinale qualifiziert waren. Aus diesem Rennen erwarben folgerichtig auch nur drei Athletinnen die Startberechtigung für die nächste Runde, sodass statt möglicher sechzehn Sprinterinnen nur fünfzehn im Halbfinale standen und vier statt drei Läuferinnen ausscheiden mussten.
Erklärbar wird diese fehlgelaufene Organisation vielleicht dadurch, dass einige Teilnehmerinnen erst kurz vor dem Start ihre Meldung zurückzogen.

### Vorlauf 1
Wind: ±0,0 m/s
| Platz | Name               | Nation         | Offizielle Zeit (s) auf Zehntel gerundet | Inoffizielle Zeit (s) exakter Wert |
| 1     | Renate Stecher     | DDR            | 23,8                                     | 23,83                              |
| 2     | Wilma van den Berg | Niederlande    | 24,1                                     | 24,13                              |
| 3     | Helga Kapfer       | Österreich     | 24,2                                     | 24,15                              |
| 4     | Margaret Critchley | Großbritannien | 24,2                                     | 24,21                              |
| 5     | Barbara Bakulin    | Polen          | 24,6                                     | 24,57                              |
| DNS   | Raissa Nikanorowa  | Sowjetunion    |                                          |                                    |
| DNS   | Iwanka Wenkowa     | Bulgarien      |                                          |                                    |

### Vorlauf 2
Wind: −0,2 m/s
| Platz | Name              | Nation         | Offizielle Zeit (s) auf Zehntel gerundet | Inoffizielle Zeit (s) exakter Wert |
| 1     | Annegret Kroniger | BR Deutschland | 23,8                                     | 23,83                              |
| 2     | Ellen Stropahl    | DDR            | 23,9                                     | 23,85                              |
| 3     | Irena Szewińska   | Polen          | 25,8                                     | 25,61                              |
| DNS   | Marina Sidorowa   | Sowjetunion    |                                          |                                    |
| DNS   | Anita Neil        | Großbritannien |                                          |                                    |

### Vorlauf 3
Wind: ±0,0 m/s
| Platz | Name              | Nation         | Offizielle Zeit (s) auf Zehntel gerundet | Inoffizielle Zeit (s) exakter Wert |
| 1     | Christina Heinich | DDR            | 23,8                                     | 23,82                              |
| 2     | Trudy Ruth        | Niederlande    | 24,0                                     | 23,98                              |
| 3     | Györgyi Balogh    | Ungarn         | 24,3                                     | 24,32                              |
| 4     | Annelie Wilden    | BR Deutschland | 24,5                                     | 24,51                              |
| 5     | Elisabeth Randerz | Schweden       | 24,8                                     | 24,81                              |
| DNS   | Karoline Käfer    | Österreich     |                                          |                                    |

### Vorlauf 4
Wind: ±0,0 m/s
| Platz | Name                   | Nation         | Offizielle Zeit (s) auf Zehntel gerundet | Inoffizielle Zeit (s) exakter Wert |
| 1     | Rita Wilden            | BR Deutschland | 23,6                                     | 23,64                              |
| 2     | Nadeschda Besfamilnaja | Sowjetunion    | 23,7                                     | 23,74                              |
| 3     | Urszula Jóźwik         | Polen          | 24,1                                     | 24,14                              |
| 4     | Gabrielle Meyer        | Frankreich     | 24,3                                     | 24,25                              |
| 5     | Karin Lundgren         | Schweden       | 24,6                                     | 24,61                              |
| 6     | Della Pascoe           | Großbritannien | 24,7                                     | 24,66                              |

## Halbfinale
12. August 1971

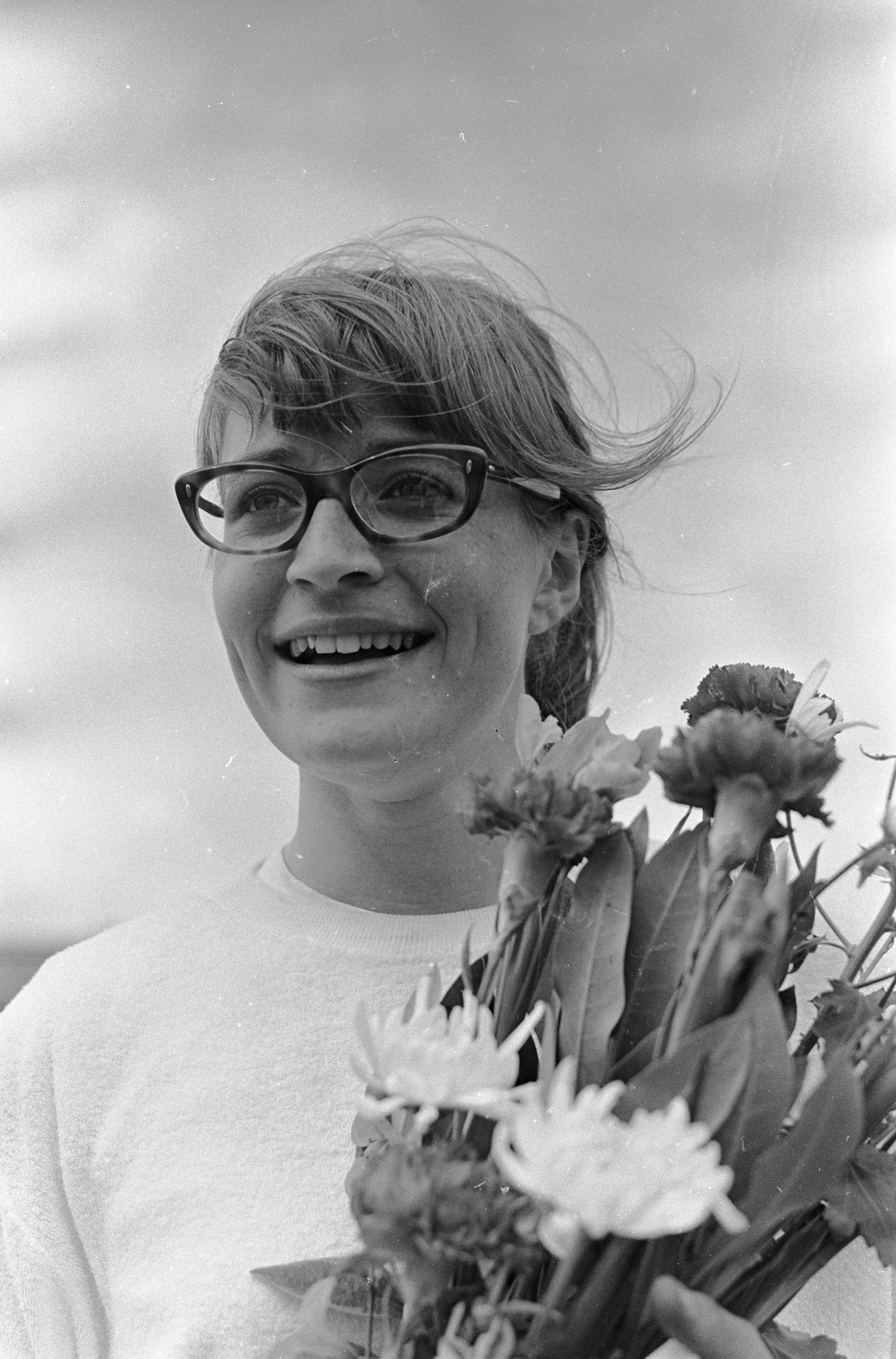
Als Sechste des ersten Halbfinals reichte es für Wilma van den Berg, spätere Wilma van Gool, nicht zur Finalteilnahme

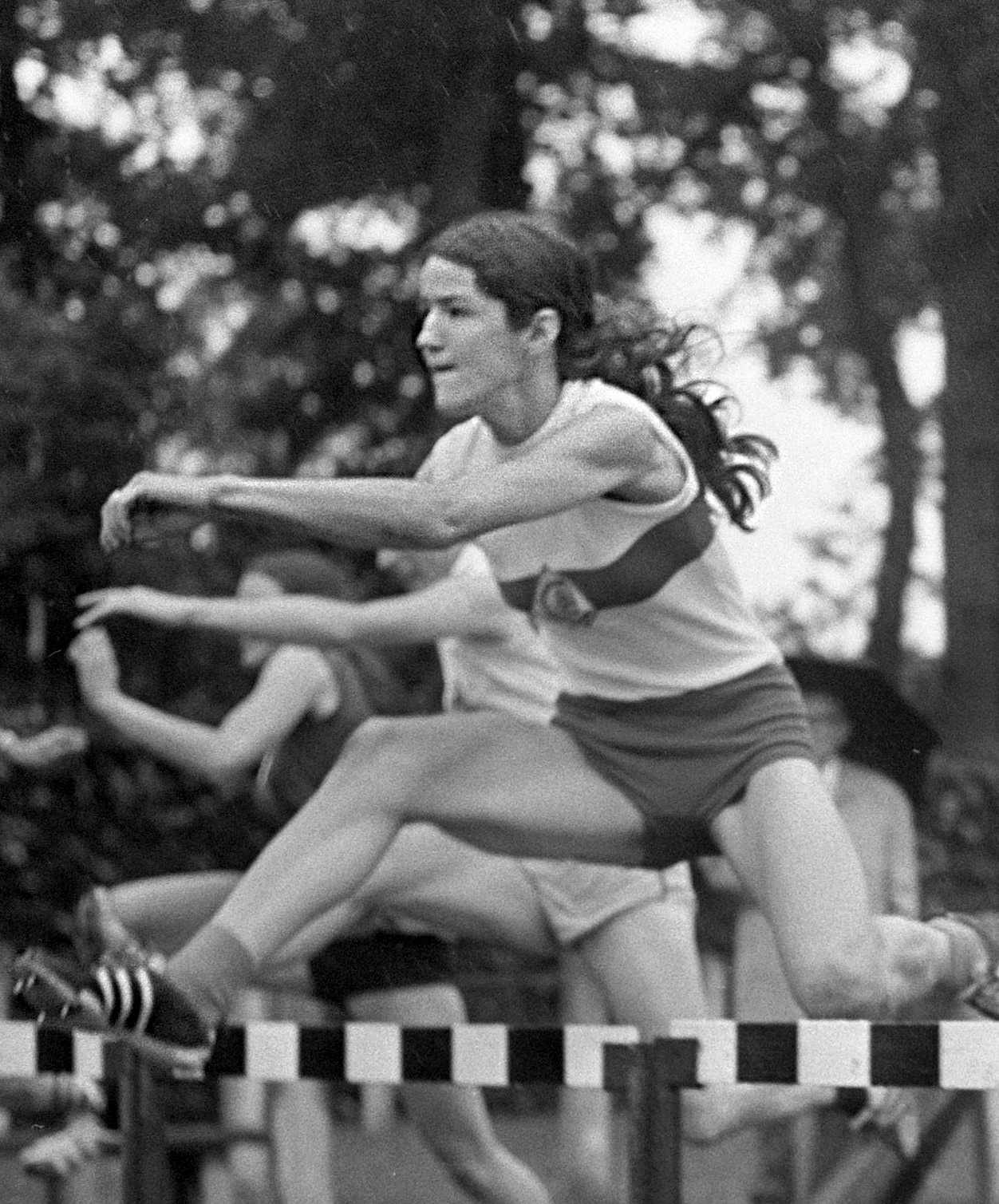
Trudy Ruth wurde Sechste im zweiten Halbfinale und schied damit aus

In den beiden Halbfinalläufen qualifizierten sich die jeweils ersten vier Athletinnen – hellblau unterlegt – für das Finale.

### Lauf 1
Wind: ±0,0 m/s
| Platz | Name               | Nation         | Offizielle Zeit (s) auf Zehntel gerundet | Inoffizielle Zeit (s) exakter Wert |
| 1     | Annegret Kroniger  | BR Deutschland | 23,4                                     | 23,37                              |
| 2     | Györgyi Balogh     | Ungarn         | 23,4                                     | 23,42                              |
| 3     | Rita Wilden        | BR Deutschland | 23,5                                     | 23,50                              |
| 4     | Christina Heinich  | DDR            | 23,6                                     | 23,62                              |
| 5     | Urszula Jóźwik     | Polen          | 24,0                                     | 24,01                              |
| 6     | Wilma van den Berg | Niederlande    | 24,0                                     | 24,02                              |
| 7     | Gabrielle Meyer    | Frankreich     | 24,3                                     | 24,31                              |

### Lauf 2
Wind: ±0,0 m/s
| Platz | Name                   | Nation         | Offizielle Zeit (s) auf Zehntel gerundet | Inoffizielle Zeit (s) exakter Wert |
| 1     | Renate Stecher         | DDR            | 23,3                                     | 23,26 CRel                         |
| 2     | Irena Szewińska        | Polen          | 23,5                                     | 23,5400000                         |
| 3     | Nadeschda Besfamilnaja | Sowjetunion    | 23,6                                     | 23,6000000                         |
| 4     | Ellen Stropahl         | DDR            | 23,7                                     | 23,6800000                         |
| 5     | Margaret Critchley     | Großbritannien | 23,9                                     | 23,9100000                         |
| 6     | Trudy Ruth             | Niederlande    | 23,9                                     | 23,9200000                         |
| 7     | Helga Kapfer           | Österreich     | 24,1                                     | 24,1100000                         |
| 8     | Annelie Wilden         | BR Deutschland | 24,5                                     | 24,4600000                         |

## Finale

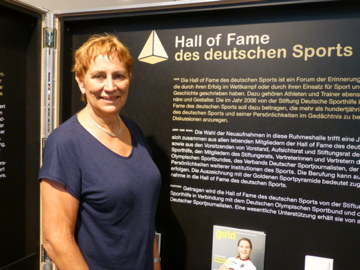
Sprint-Doppeleuropameisterin Renate Stecher (hier im Jahr 2017) – 1972 auch Sprint-Doppelolympiasiegerin
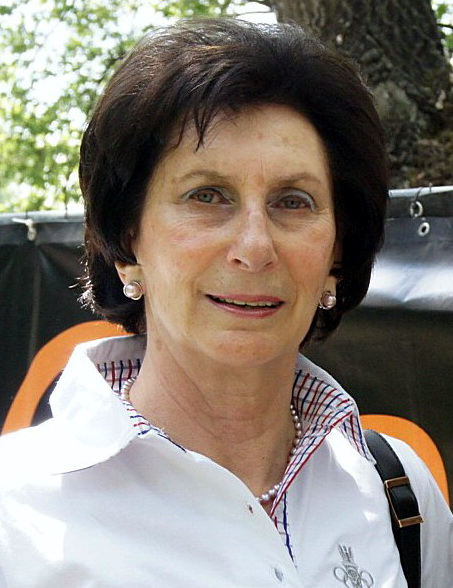
Auch bei diesen Europameisterschaften errang die Olympiasiegerin von 1968 Irena Szewińska (auf dem Foto im Jahr 2012) mit Bronze wieder eine Medaille, ihren letzten Olympiasieg machte sie 1976 über 400 Meter perfekt

13. August 1971, 17:30 Uhr
Wind: ±0,0 m/s
| Platz | Name                   | Nation         | Offizielle Zeit (s) auf Zehntel gerundet | Inoffizielle Zeit (s) exakter Wert |
| 1     | Renate Stecher         | DDR            | 22,7 CR                                  | 22,70 CRel                         |
| 2     | Györgyi Balogh         | Ungarn         | 23,3000                                  | 23,2600000                         |
| 3     | Irena Szewińska        | Polen          | 23,3000                                  | 23,3200000                         |
| 4     | Nadeschda Besfamilnaja | Sowjetunion    | 23,4000                                  | 23,4200000                         |
| 5     | Annegret Kroniger      | BR Deutschland | 23,6000                                  | 23,6200000                         |
| 6     | Rita Wilden            | BR Deutschland | 23,6000                                  | 23,6200000                         |
| 7     | Ellen Stropahl         | DDR            | 23,6000                                  | 23,6300000                         |
| 8     | Christina Heinich      | DDR            | 23,7000                                  | 23,7300000                         |